# Верхняя Буланка
Верхняя Буланка — деревня в Каратузском районе Красноярского края. Входит в состав сельского поселения Моторский сельсовет.
Основана ссыльными переселенцами-эстонцами в 1858 году
Население — 40 (2012)

## История
Основана ссыльными переселенцами-эстонцами в 1858 году (в некоторых источниках, в 1861 году). Население занималось в основном земледелием и молочным скотоводством. В деревне открылась школа: обучение велось на эстонском языке, давались уроки русского языка. Школа содержалась на средства, выделяемые из вспомогательной кассы, созданной для поддержки евангелическо-лютеранских приходов в России. Культурным центром деревни являлась изба-читальня.
В годы коллективизации в Верхней Буланке были созданы товарищество по совместной обработке земли «Огульна праца» («Совместный труд») и сельхозартель «Отбой кулаку». В начале 1932 года на их базе организовались колхозы, сохранившие прежние названия. В 1950-х гг. хозяйства были объединены в один колхоз «Рассвет».
После распада СССР многие эстонцы из Верхней Буланки выехали на свою историческую родину.

## Физико-географическая характеристика
Деревня расположена на границе Каратузского и Ермаковского районов Красноярского края, в предгорьях Западного Саяна, в пределах Южно-Минусинской котловины на реке Буланка (правый приток Кебежа). Рельеф мелкосопочный Почвы — чернозёмы оподзоленные. Почвообразующие породы — глины и суглинки.
Расстояние до районного центра села Каратузское составляет 39 км, до села Моторское — 13 км.
Верхняя Буланка, как и весь Красноярский край, находится в часовой зоне МСК+4. Смещение применяемого времени относительно UTC составляет +7:00.

## Население
| 1891 | 1926 | 2010 | 2012 |
| ---- | ---- | ---- | ---- |
| 764  | ↘640 | ↘40  | →40  |

## Инфраструктура
В деревне действуют клуб и библиотека. Жители Верхней Буланки заняты в основном мелким предпринимательством, сельским хозяйством, заготовкой древесины, работают в бюджетной сфере. В деревне действует евангелическо-лютеранский приход. Дети из Верхней Буланки посещают школу в соседнем селе Моторском, живут в интернате.